# Kasteel Baelen

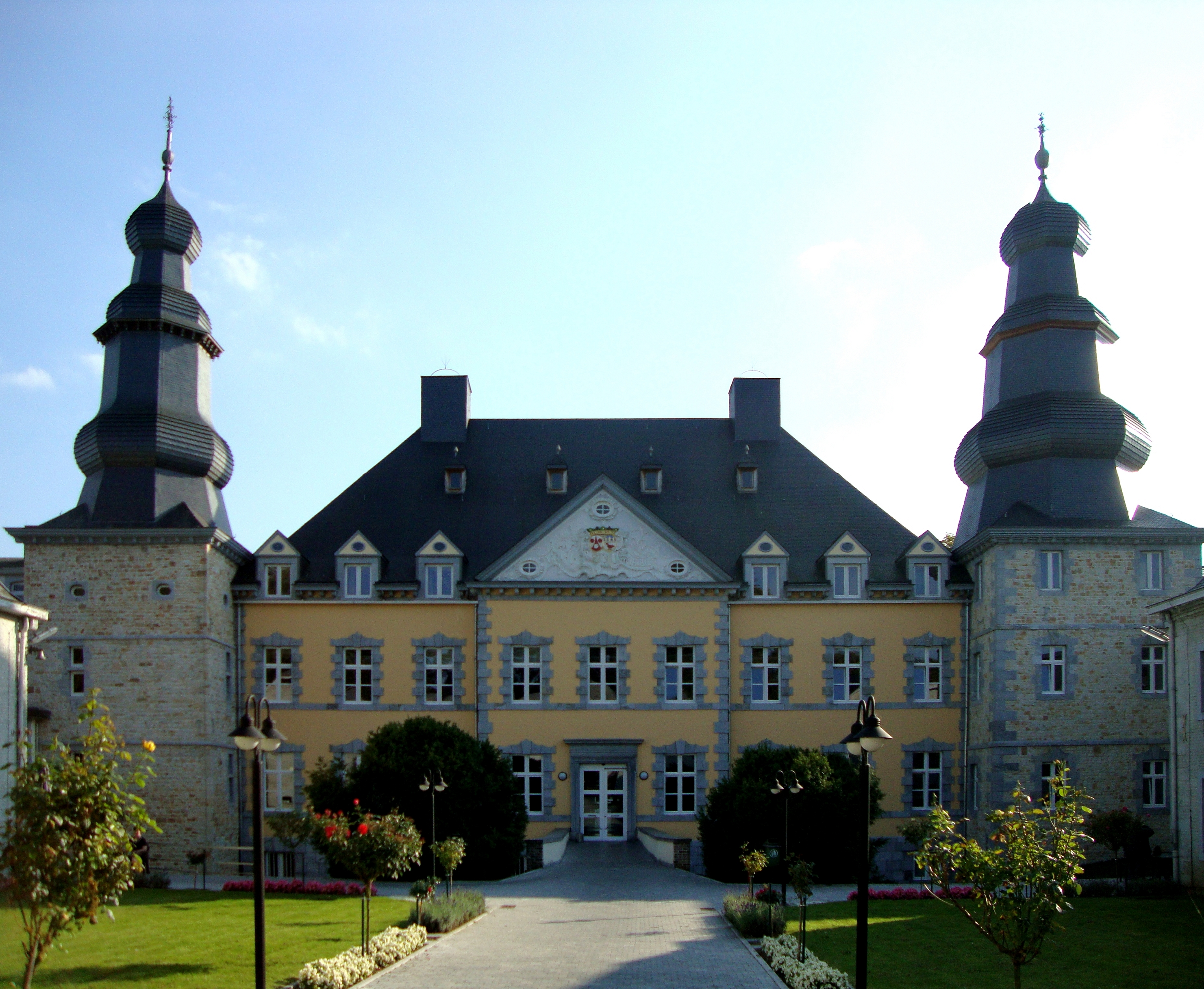
Kasteel Baelen

Kasteel Baelen (of Balen) is een kasteel in Hendrik-Kapelle, dat niet ver van Kasteel Ruyf is gelegen. Het bevindt zich in het voormalige hertogdom Limburg.
Het kasteel, hoewel niet in Baelen gelegen, komt aan zijn naam omdat de heren van dit kasteel vanaf het midden der 17e eeuw ook heren van Baelen waren.

## Het gebouw
Kasteel Baelen staat, in tegenstelling tot het nabijgelegen Kasteel Ruyf, op een glooiend plateau dat steeds steiler wordt in de richting van de langgerekte heuvelrug waarover de Marie Thérèseweg van Luik naar Aken, loopt. Men kan van deze weg af het kasteel binnengaan via een poortgebouw in Lodewijk XIV-stijl.
Het hoofdgebouw heeft een schilddak met aan beide zijden van de nok een schoorsteen. Het is gebouwd in Lodewijk XIII-stijl en sluit een indrukwekkende binnenplaats af, die wordt geflankeerd door de zijvleugels. Het hoofdgebouw heeft een driehoekig fronton met daarop de wapens van de Pirons en de Franquinets. Links en rechts staan twee grote, vierkante torens met indrukwekkende spitsen, die meerdere rondingen vertonen en erg zeldzaam zijn voor deze streek. De torens zijn op het eerste gezicht symmetrisch, maar blijken zeer verschillend van constructie te zijn.
Het interieur kent een prachtige dubbele trap in Lodewijk XIV-stijl die vanuit de centrale hal omhoogloopt. De muren van het gebouw zijn zeer dik, wat doet vermoeden dat aan het 18e-eeuwse gebouw een veel ouder gebouw is voorafgegaan, waarvan nog delen gebruikt zijn. Later zijn er lelijke bijgebouwen neergezet door de paters die uiteindelijk het kasteel gingen bewonen.

## De heerlijkheid
De heerlijkheid Baelen-Ruyf was vermoedelijk een 15e-eeuwse afsplitsing van de oudere heerlijkheid Ruyf.
In 1457 liet het echtpaar Jean Krummel van Eynatten en Catherine van Schwartzenberg hun bezittingen verdelen. onder hun twee zonen, Jean en Renard Krummel en één dochter, Agnes Krummel die met Simon de Bertholf gehuwd was. De oude heerlijkheid Ruyf werd aan Jan Krummel toegewezen, terwijl Baelen-Ruyf aan zijn zus Agnes kwam. In 1530 kreeg de zoon van Agnes en Simon, Everard de Belven, het kasteel in bezit. Hij trouwde met Marguerite van Doenraedt, maar stierf in 1561. Daarna was zijn weduwe vrouwe van Baelen, en in 1600 kreeg hun zoon, Jean Bertholf, de heerlijkheid. Hij stierf in 1631, waarna het goed overging op zijn oudste zoon, Jean Bertholf de Belven. Sinds die tijd had het kasteel zijn huidige naam, daar Jean Bertholf ook heer van Baelen was. Hij trouwde met Marie Isabelle de Haultepenne en het echtpaar kreeg twee zoons en een dochter, die in 1666 de bezittingen van hun ouders onder elkaar verdeelden. Kasteel Baelen kwam in 1667 in bezit van Jean-Philippe de Bertholf Ruyff de Belven, die kanunnik was te Aken, door middel van uitkoping van zijn broer en zus. Hij kon echter niet aan zijn verplichtingen voldoen, waarop zijn schoonbroer Jean Nicolas van Schwartzenberg, echtgenoot van Marie Philippine de Bertholf, in 1684 het kasteel verwierf.
In 1690 werd een De Haultepenne, heer van Baelen, ook eigenaar van Kasteel Baelen. In 1722 kwam het kasteel aan Johannes Christophorus de Bertholf Ruyff de Belven, eveneens heer van Baelen en ook heer van Asten. In 1737 moet hij afstand doen van het kasteel en de helft van het grondgebied. Het geheel werd in 1738 overgenomen door de Vervierse industrieel Jacques Antoine de Pirons, die leefde van 1685-1757. Hij verbouwde het kasteel tot het huidige aanzien. Hij trouwde met Marguerite Franquinet en had een zoon, Lambert François de Pirons de Baelen, 1728-1794, die ridder was van het Heilige Roomse Rijk en die in 1758 eigenaar van het landgoed werd. Deze trouwde in 1753 met Maria Adelaïde Henriette de Lavaux des Brassines en hertrouwde met Olympe Christine Couturier de Elötte.
Het landgoed ging na zijn dood over op de oudste dochter uit het eerste huwelijk, Marie Henriette Beatrix de Pirons de Baelen, die geboren was in 1754 en in 1779 getrouwd was met Joseph Henri Lambert Marie d'Othée de Limont, die eveneens ridder was van het Heilige Roomse Rijk. Hij stierf reeds in 1780, enkele dagen na de geboorte van hun zoon Leon Lambert Laurent d'Othée, die de bezittingen van Baelen en Ruyf erfde. Hij stierf echter in 1800 op twintigjarige leeftijd, waarna de voornoemde bezittingen teruggingen op zijn vader, die in 1786 hertrouwd was met Marie Helène Benardine de Baré. Hij liet haar zijn bezittingen na. Na diens overlijden, trouwde zijn weduwe in 1807 met Maximilien Charles Joseph de Villefagne. Omstreeks 1817 verkocht zij het kasteel met landerijen aan M.B.A. Henri Poswick, die echtgenoot was van Marie Thérèse Franck.
Deze verkocht het in 1827 aan Ferdinand de Hamal, waarna het goed een aantal malen werd verkocht om in 1836 over te gaan op Albert de Lognay, die getrouwd was met Maximilienne de Foullon. Vervolgens werd het in 1857 weer doorverkocht aan Agnes Lysens en in 1866 op Ferdinand Mevis uit Geldenaken. In 1872 kwam het in bezit van Ad. Brinckmann en Frederic Semler, zakenlieden uit Dortmund, om in 1875 verkocht te worden aan de paters alexianen, een katholieke congregatie. Deze stichtten hier een tehuis voor verstandelijk gehandicapten. Ook maakten zij het kasteel tot de hoofdzetel van hun orde.